# Герміона Корфілд
Герміона Корфілд (англ. Hermione Corfield; нар.. 19 грудня 1993, Вестмінстер) — англійська актриса, найвідоміша за ролями у фільмах « Місія нездійсненна: Нація ізгоїв», «Містер Холмс», « Гордість і упередження і зомбі», «Три ікси: Реактивізація» та «Зоряні війни: Останні джедаї».

## Біографія
Герміона Корфілд народилася 1993 року в родині Річарда Корфілда та його дружини дизайнерки Емми Вілліс. У неї дві сестри Айседора та Кай. Герміона відвідувала школу Даун Хаус у селі Колд Еш, неподалік Ньюбері, Беркшир. Вона вивчала англійську літературу в університетському коледжі Лондона, а потім вступила до Інституту театру і кіно Лі Страсберга в Нью-Йорку.
Корфілд дебютувала у кіно у 2014 році. Вже через рік Герміона знялася в епізодичних ролях у двох великих проєктах — «Місія нездійсненна: Нація ізгоїв» та «Містер Холмс». Вона також працювала з Пенелопою Крус у рекламній кампанії для Schweppes.
У 2017 році Корфілд зіграла одну з головних ролей у серіалі «Алкіон» — історії галасливого та гламурного п'ятизіркового готелю в самому серці Лондона під час Другої світової війни, а також виконала роль пілота Таллісан Лінтри в черговій частині зіркової кіносаги — «Зоряних воєн: Останні джедаї».

## Фільмографія
| Рік       |   | Українська назва                 | Оригінальна назва                  | Роль               |
| --------- | - | -------------------------------- | ---------------------------------- | ------------------ |
| 2014      | ф | 50 поцілунків                    | 50 Kisses                          | Анна               |
| 2015      | ф | Містер Холмс                     | Mr. Holmes                         | Енн Келмот         |
| 2015      | ф | Місія нездійсненна: Нація ізгоїв | Mission: Impossible — Rogue Nation | дівчина в магазині |
| 2016      | с | Індевор                          | Endeavour                          | Кессі Воткінс      |
| 2016      | ф | Гордість і упередження і зомбі   | Pride and Prejudice and Zombies    | Кассандра          |
| 2016      | ф | Занепалі                         | Fallen                             | Габріель Гівенс    |
| 2017      | ф | Три ікси: Реактивізація          | xXx: Return of Xander Cage         | Ейнслі             |
| 2017      | с | Алкіон                           | The Halcyon                        | Емма Гарланд       |
| 2017      | ф | Король Артур: Легенда меча       | King Arthur: Legend of the Sword   | сирена 3           |
| 2017      | ф | Бджоли роблять мед               | Bees Make Honey                    | Тетяна             |
| 2017      | ф | Зоряні війни: Останні джедаї     | Star Wars: The Last Jedi           | пілот Таллі Лінтра |
| 2018      | ф | Іржавий струмок                  | Rust Creek                         | Сойєр Скотт        |
| 2018      | ф | Правила бійні                    | Slaughterhouse Rulez               | Клемсі Лоуренс     |
| 2019      | ф | Народжений королем               | Born a King                        | принцеса Мері      |
| 2019      | ф | Морські паразити                 | Sea Fever                          | Шивон              |
| 2020—2022 | с | Ми полюємо разом                 | We Hunt Together                   | Фредді Лейн        |
| 2021      | ф | Поганці                          | The Misfits                        | Гоуп               |
| 2021      | ф | Поки ти був далеко               | The Road Dance                     | Кірсті Маклауд     |
| 2025      | с | Чужоземка: Кров моєї крові       | Outlander: Blood of My Blood       | Джулія Морістон    |